# 波利尼西亚鹬属
波利尼西亚鹬属（学名：Prosobonia），是鸻形目鹬科下的一属，有4种(现存1种)，是法属波利尼西亚的特有种。

## 种
- 波利尼西亚鹬属 Prosobonia
  - 土岛矶鹬（英语：Tuamotu sandpiper） P. parvirostris  濒危(IUCN 3.1)[1]
  - †大溪地矶鹬 P. leucoptera  绝灭(IUCN 3.1)[2]
  - †莫岛矶鹬（英语：Moorea sandpiper） P. ellisi  绝灭(IUCN 3.1)[3]
  - †圣诞岛矶鹬（英语：Kiritimati sandpiper） P. cancellata  绝灭(IUCN 3.1)[4]
  - †亨德森矶鹬（英语：Henderson sandpiper） P. sauli 绝灭

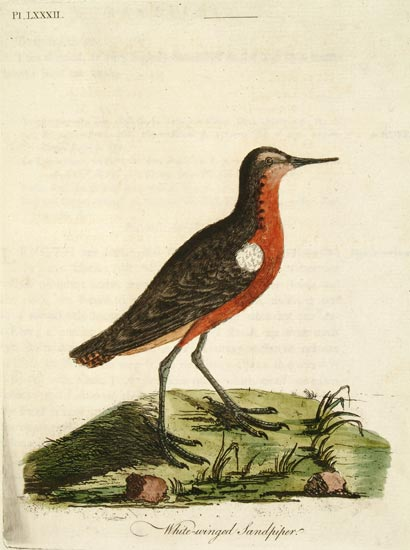
大溪地矶鹬， P. leucoptera
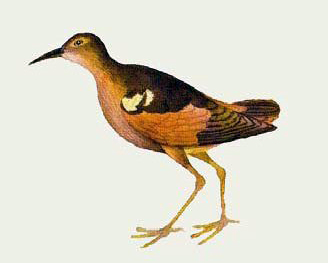
莫岛矶鹬（英语：Moorea sandpiper）， P. ellisi
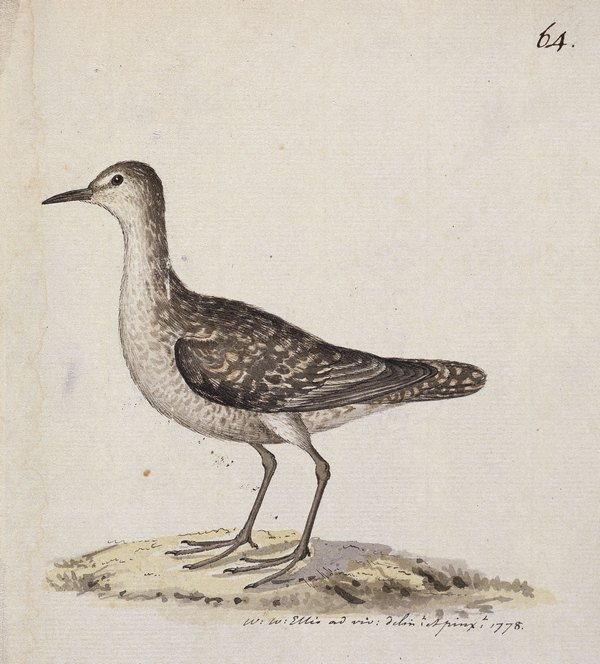
圣诞岛矶鹬（英语：Kiritimati sandpiper）， P. cancellata